# Болотницька сільська рада (Талалаївський район)
Болотницька сільська́ ра́да — колишній орган місцевого самоврядування у Талалаївському районі Чернігівської області. Адміністративний центр — село Болотниця.

## Загальні відомості
- Територія ради: 38,041 км²
- Населення ради: 586 осіб (станом на 2001 рік)
- Відстань до районного центру шосейними шляхами 25 кілометрів.

## Історія
Нинішня сільська рада зареєстрована у 1919 році. Стала однією з 13-ти сільських рад Талалаївського району і однією з двох, яка складається з одного населеного пункту — села Болотниця.

## Населені пункти
Сільській раді були підпорядковані населені пункти:
- с. Болотниця

## Склад ради
Рада складалася з 14 депутатів та голови.
- Голова ради: Рудько Анатолій Миколайович
- Секретар ради: Плюта Людмила Миколаївна

### Керівний склад попередніх скликань
| ПІБ                         | Основні відомості                                                                     | Дата обрання | Дата звільнення |
| --------------------------- | ------------------------------------------------------------------------------------- | ------------ | --------------- |
| Рудько Анатолій Миколайович | Сільський голова, 1971 року народження, освіта незакінчена вища, безпартійний         | 26.03.2006   | 31.10.2010      |
| Рудько Анатолій Миколайович | Сільський голова, 1971 року народження, освіта незакінчена вища, член Партії регіонів | 31.10.2010   |                 |

Примітка: таблиця складена за даними джерела

### Депутати
За результатами місцевих виборів 2010 року депутатами ради стали:

#### За суб'єктами висування
| Суб'єкт висування                 | Кількість обраних депутатів | %    |
| --------------------------------- | --------------------------- | ---- |
| Самовисування                     | 6                           | 42,9 |
| Партія регіонів                   | 5                           | 35,7 |
| Соціалістична партія України      | 2                           | 14,3 |
| Політична партія «Сильна Україна» | 1                           | 7,1  |

#### За округами
| № округу                          | Прізвище, ім'я, по батькові  | Дата визнання обраним | Освіта         | Партійна приналежність                        | Відомості про обраного депутата                                       |
| --------------------------------- | ---------------------------- | --------------------- | -------------- | --------------------------------------------- | --------------------------------------------------------------------- |
| Партія регіонів                   |                              |                       |                |                                               |                                                                       |
| 1                                 | Ващенко Лідія Олексіївна     | 01.11.2010            | Освіта середня | позапартійна                                  | тимчасово не працює                                                   |
| 2                                 | Панасенко Ганна Юріївна      | 01.11.2010            | Освіта вища    | позапартійна                                  | тимчасово не працює                                                   |
| 7                                 | Люлька Любов Миколаївна      | 01.11.2010            | Освіта середня | член Партії регіонів                          | стаціонарне відділення територіального центру, завідувачка відділення |
| 10                                | Кунденко Григорій Якимович   | 01.11.2010            | Освіта вища    | член Партії регіонів                          | Болотницька загальноосвітня школа І-ІІІ ст., директор                 |
| 11                                | Чикиш Анатолій Іванович      | 01.11.2010            | Освіта середня | позапартійний                                 | сільський будинок культури, директор                                  |
| Політична партія «Сильна Україна» |                              |                       |                |                                               |                                                                       |
| 3                                 | Чейпеш Тамара Михайлівна     | 01.11.2010            | Освіта вища    | член Політичної партії «Сильна Україна»       | Болотницька загальноосвітня школа І-ІІІ ст., вчитель                  |
| Соціалістична партія України      |                              |                       |                |                                               |                                                                       |
| 9                                 | Чикиш Людмила Іванівна       | 01.11.2010            | Освіта середня | позапартійна                                  | стаціонарне відділення територіального центру, молодша медична сестра |
| 12                                | Тарасевич Світлана Євгенівна | 01.11.2010            | Освіта середня | член Соціалістичної партії України            | стаціонарне відділення територіального центру, молодша медична сестра |
| Самовисування                     |                              |                       |                |                                               |                                                                       |
| 4                                 | Чечотенко Василь Григорович  | 01.11.2010            | Освіта вища    | позапартійний                                 | тимчасово не працює                                                   |
| 5                                 | Сліпко Тетяна Григорівна     | 01.11.2010            | Освіта вища    | член Всеукраїнського об'єднання «Батьківщина» | магазин, продавець                                                    |
| 6                                 | Хмелько Юрій Михайлович      | 01.11.2010            | Освіта вища    | член Всеукраїнського об'єднання «Батьківщина» | сільська рада, спеціаліст                                             |
| 8                                 | Плюта Людмила Миколаївна     | 01.11.2010            | Освіта середня | член Всеукраїнського об'єднання «Батьківщина» | сільська рада, секретар                                               |
| 13                                | Біленко Ніна Михайлівна      | 01.11.2010            | Освіта середня | член Всеукраїнського об'єднання «Батьківщина» | пенсіонер                                                             |
| 14                                | Чикиш Лідія Миколаївна       | 01.11.2010            | Освіта середня | член Всеукраїнського об'єднання «Батьківщина» | пенсіонер                                                             |

## Освіта
На території сільради діє Болотницька ЗОШ І-ІІІ ст., в якій навчається 38 учнів.